# Назым, Кайтаззаде Мехмет
Кайтаззаде Мехмет Назым (тур. Kaytazzade Mehmet Nazım) — один из ведущих турецких поэтов XIX века.

## Биография
Кайтаззаде Мехмет Назым родился в 1857 году в Никосии, Кипр. В 1884 году поступил на государственную службу в Османской империи, служил в Хиосе, Адане, Стамбуле, Измире и Бурсе. Затем он ушёл в отставку и вернулся на Кипр, где продолжил заниматься стихосложением.